# Platycladus orientalis
Platycladus orientalis (antes designada como Thuja orientalis) é uma espécie de cupressácea, de folhagem perene, vulgarmente designada como arborvitae (árvore-da-vida), tuia compacta, tuia-da-china e cipreste, nativa da China e do Japão. É a única espécie do seu género. Tem cones erectos e ovóides. A sua madeira é bastante durável. Tem folhas verde-claras, escamiformes, estreitas e pontiagudas, dispostas em quatro fiadas e com as margens divergentes, separadas do ramo. As flores caracterizam-se pelos estróbilos masculinos, de cor castanha-avermelhada na extremidade dos ramos. Os frutos são, enquanto jovens, gálbulas ovóides, carnudas e azuladas, ficando secas e castanho-avermelhadas quando maduras, com 6 a 8 escamas e com um gancho no ápice.